# یواس‌اس رازوربک (اس‌اس-۳۹۴)
یواس‌اس رازوربک (اس‌اس-۳۹۴) (به انگلیسی: USS Razorback (SS-394)) یک زیردریایی بود که طول آن ۳۱۱ فوت ۶ اینچ (۹۴٫۹۵ متر) بود. این زیردریایی در سال ۱۹۴۴ ساخته شد.